# Incmaro di Reims
Incmaro di Reims (806 – Épernay, 21 dicembre 882) è stato un teologo e filosofo francese, arcivescovo di Reims. Fu anche consigliere del re.

## Biografia
Destinato alla vita monastica, fu allevato a Saint-Denis sotto la direzione dell'abate Ilduino che lo introdusse nell'822 alla corte dell'imperatore Lodovico il Pio. Quando Ilduino cadde in disgrazia nell'830 per aver parteggiato per Lotario I, Incmaro lo accompagnò nell'esilio di Corvey in Sassonia, da dove tornarono insieme a Saint-Denis quando l'abate si riconciliò con l'imperatore rimanendogli fedele anche durante le lotte con i figli. Dopo la morte di Lodovico il Pio nell'840, Incmaro appoggiò Carlo il Calvo, ricevendone in cambio le abbazie di Nôtre-Dame a Compiègne e di Saint-Germer-de-Fly.

### Arcivescovo di Reims
Nell'845 ottenne dal re l'arcivescovado di Reims, nomina approvata dal sinodo di Beauvais nell'aprile dell'845. Il predecessore Ebbone era stato deposto nell'835 nel sinodo di Thionville per aver infranto il patto di fedeltà con l'imperatore Lodovico, unendosi a Lotario. Dopo la morte di Lodovico, Ebbone rientrò nelle sue prerogative dall'840 all'844, finché papa Sergio II ne confermò la deposizione. Tali furono le circostanze della successione di Incmaro.
Una delle sue prime iniziative fu quella di ottenere il ritorno alla sede arcivescovile dei beni che erano stati concessi ai laici da Ebbone. Incmaro fu sempre in conflitto con i chierici ordinati da Ebbone, l'ordinazione dei quali egli considerava illegittima; essi furono in effetti infatti dimessi dallo stato clericale dalla decisione presa nell'853 nel concilio di Soissons, ratificata nell'855 da papa Benedetto III.
Questo conflitto pesò sul comportamento di Incmaro: nei successive trent'anni della sua vita egli giocò un ruolo preminente negli affari della chiesa e s'ingerì in quelli dello stato. Il suo primo scontro avvenne con il monaco Gotescalco, la cui teoria della predestinazione si richiamava alla dottrina del tardo Agostino. Incmaro la considerò eretica, ottenendo l'imprigionamento a vita di Gotescalco nell'849, per quanto quest'ultimo avesse ottenuto l'appoggio di Lupo Servato, di Floro di Lione, e del vescovo di Lione, Amolone. Gotescalco fu condannato nei concili di Quierzy, tenuto nell'853, di Valence nell'855, di Langres e di Savonnières, presso Toul, nell'859. Per contestare le tesi di Gotescalco, Incmaro compose una De praedestinatione Dei et libero arbitrio, e contro altre proposizioni avanzate da Gotescalco sulla Trinità la De una et non trina deitate.
Altro problema di cui volle occuparsi fu il divorzio di Lotario II di Lotaringia, che aveva ripudiato la moglie Teutberga per sposare Waldrada. A questo riguardo compose nell'860 il De divorcio Lotharii et Teulbergae, in cui attaccò, da un punto di vista morale e legale, la condanna della regina pronunciata nel sinodo di Aquisgrana nel febbraio 860. Incmaro appoggiò anche la politica di Carlo il Calvo nei confronti della Lotaringia, della quale Carlo fu consacrato re a Metz nell'870.
Nella metà del IX secolo una collezione di false decretali, le cosiddette Decretali dello Pseudo-Isidoro, elaborate molto probabilmente a Reims al tempo di papa Leone IV (847-855) e attribuite a un tal vescovo Isidoro Mercator, assegnavano al papato una decisiva preminenza sui sinodi provinciali e sui singoli vescovi, il cui ufficio veniva altresì sottratto all'influsso dell'imperatore. In questo modo, il papa diveniva il capo assoluto della Chiesa e se i vescovi perdevano dignità di fronte a lui, venivano in compenso sottratti alla tutela del potere laico. Incmaro, particolarmente geloso della propria autorità, entrò presto in rotta di collisione con il vescovo di Soissons, Rotadio, nettamente a favore delle Decretali.
Deposto nell'863 nel concilio di Soissons, presieduto da Incmaro, Rotadio si appellò a Roma e naturalmente ricevette pieno appoggio da papa Niccolò I che, malgrado le proteste dell'arcivescovo di Reims, nell'865, inviò il vescovo di Orte, Arsenio, suo legato, a riporre Rotadio sulla cattedra vescovile.

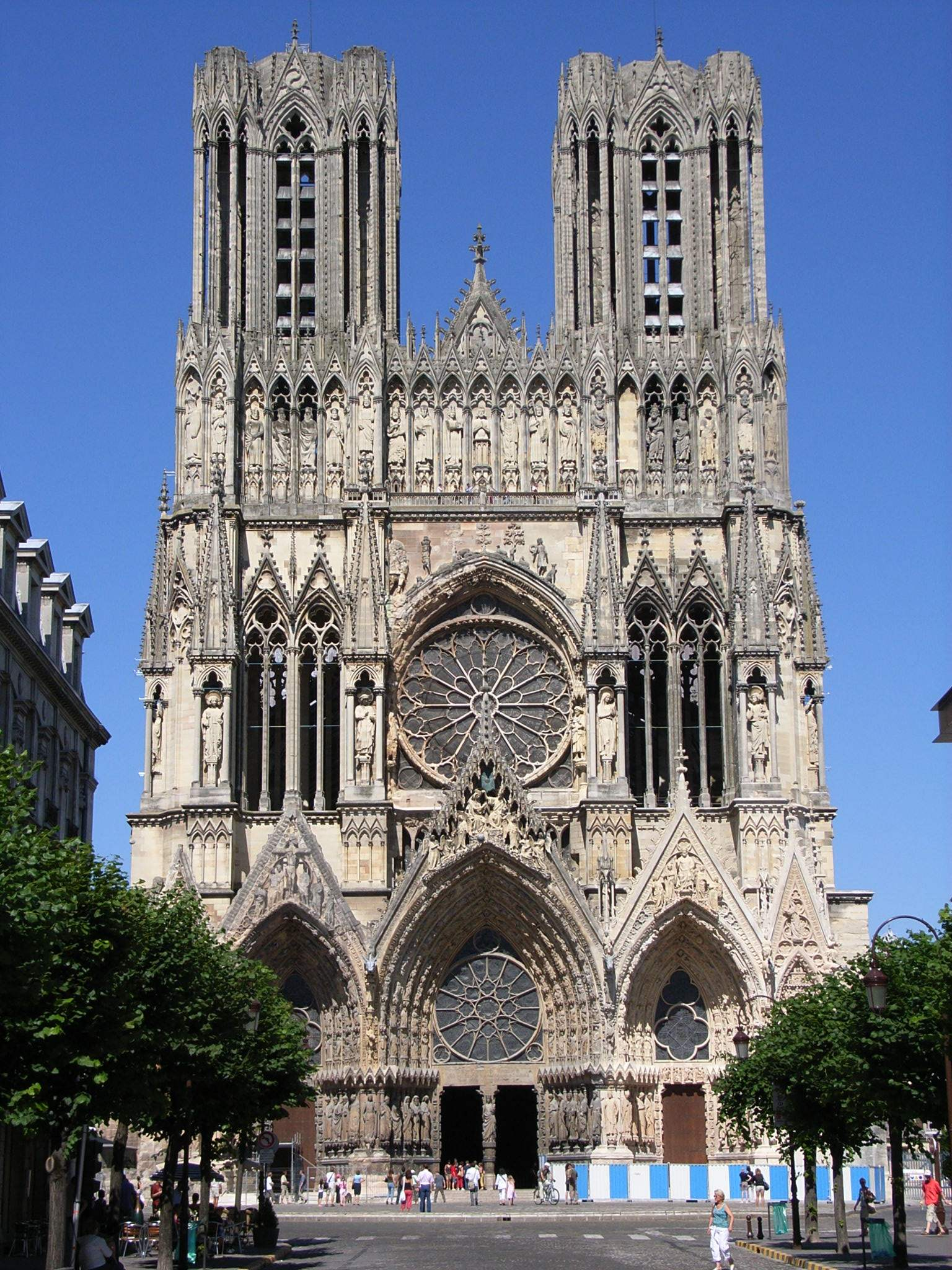
La Cattedrale di Reims

Un'altra sconfitta fu registrata da Incmaro quando cercò di impedire al chierico Vulfado di ottenere il l'arcidiocesi di Bourges con l'appoggio di Carlo il Calvo; oppostosi il papa Niccolò I, Incmaro dovette sottomettersi nell'866. Ebbe invece successo contro il nipote Incmaro, vescovo di Laon, facendolo deporre nel sinodo di Douzy, nell'871, e mandandolo in esilio. La decisione fu contestata dapprima dal papa Adriano II ma confermata nell'876 da papa Giovanni VIII.
Un ancor più serio conflitto insorse nell'876 tra Incmaro da una parte e Carlo il Calvo e il papa Giovanni VIII dall'altra, quando quest'ultimo, su richiesta dell'imperatore, concesse ad Ansegiso di Fontenelle, arcivescovo di Sens, la primazia sulla Gallia e sulla Germania, creandolo vicario apostolico. Il fatto rappresentava, secondo Incmaro, una grave intromissione nei poteri giurisdizionali degli arcivescovi, come espresse nel suo scritto De jure metropolitanorum; nello stesso tempo scrisse una Vita di san Remigio, tentando di provare il primato della Chiesa di Reims su ogni altra chiesa francese e tedesca. Carlo il Calvo, tuttavia, fece riaffermare I diritti di Ansegiso nel sinodo di Ponthion.
Durante il regno di Ludovico il Balbo ebbe un contrasto con questi che intendeva porre un suo candidato nella diocesi di Beauvais, senza il suo consenso. Incmaro, poi, appoggiò la successione dei suoi figli Luigi III e di Carlomanno contro quella del nato postumo Carlo il Semplice. A Carlomanno, che sedette sul trono occidentale nell'882, Incmaro indirizzò il suo De ordine palatii, basato in parte su un testo - ora perduto - di Adelardo di Corbie dell'814 circa, in cui presenta il suo sistema di governo e la sua opinione sui doveri del sovrano: un tema già trattato nel suo De regis persona et regio ministerio, dedicato a Carlo il Calvo, e anche nella Instructio ad Ludovicum regem, indirizzata a Ludovico II nell'877.
Nell'852 restaurò e ristrutturò ampiamente la cattedrale di Reims e la consacrò nuovamente.
Nell'autunno dell'882 un'irruzione di Normanni lo costrinse a rifugiarsi a Épernay, dove morì alla fine dell'anno.

## Opere

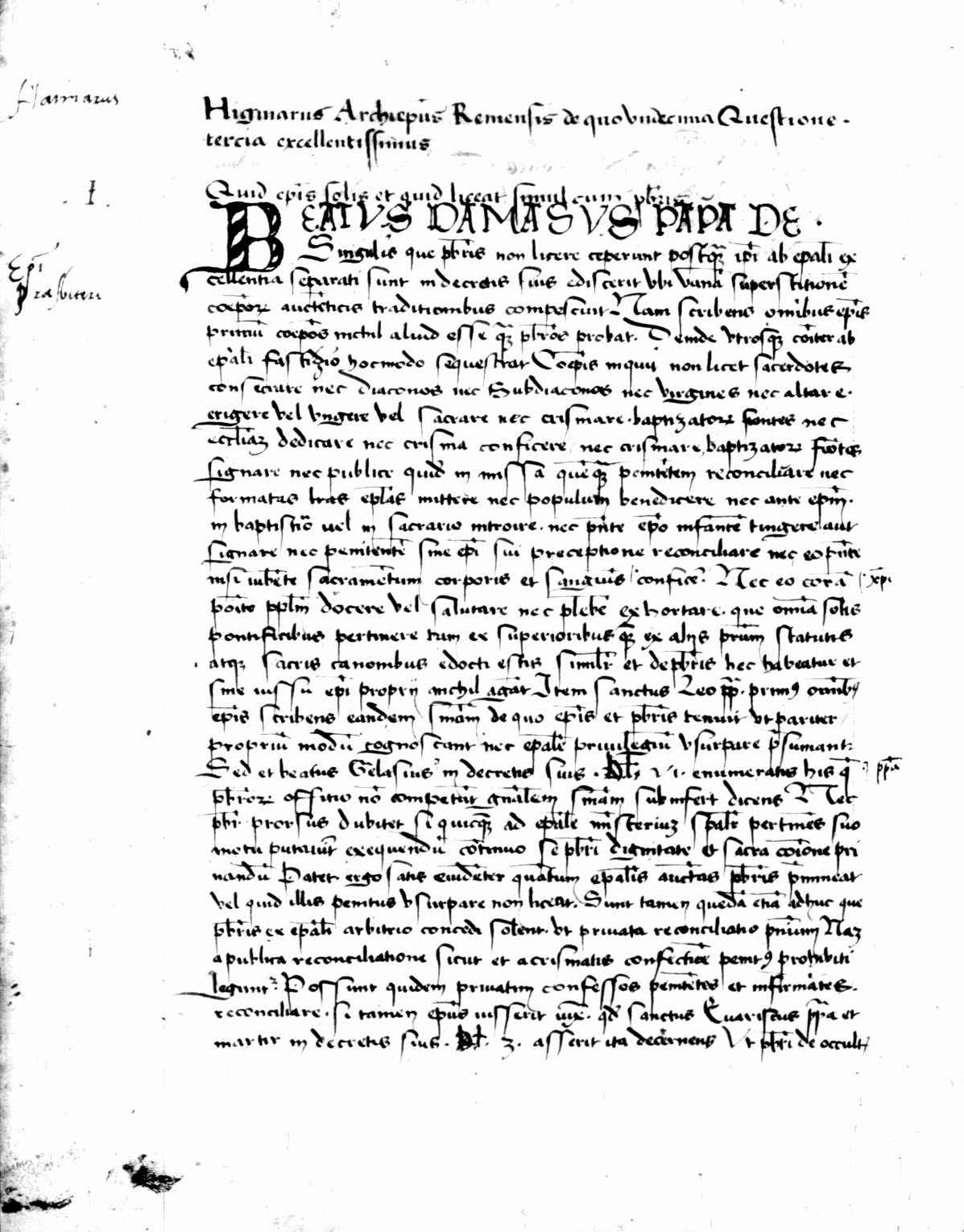
Capitularia quadraginta, manoscritto, XV secolo

Tutte le sue opere sono state pubblicate in J.-P. Migne, Patrologiae latinae cursus completus, CXXV-CXXVI, Parigi, 1866:
- De praedestinatione Dei et libero arbitrio
- De divorcio Lotharii et Teulbergae
- Opusculum L V. capitulorum
- De jure metropolitanorum
- De ecclesiis et capellis
- De ordine palatii
- De regis persona et regio ministerio
- Instructio ad Ludovicum regem
- De coercendo et exstirpendo rapta viduarum, puellarum et sanctimonialum
- De villa Noviliaco
- Vita Remigii

### Manoscritti
- Capitularia quadraginta, XV secolo, Pavia, Biblioteca Universitaria, Fondo Aldini, Aldini 255.